# Шмагало Ростислав Тарасович
Ростислав Тарасович Шмагало (нар. 30 березня 1965, Львів) — український науковець, доктор мистецтвознавства, заслужений діяч мистецтв України, представник мистецтвознавчої керамології, автор «Енциклопедії художнього металу», професор, художник декоративно-ужиткового мистецтва.

## Освіта
Закінчив факультет декоративно-прикладного мистецтва Львівського державного інституту прикладного та декоративного мистецтва (тепер Львівська національна академія мистецтв) за спеціальністю «Художня кераміка» (1989) та аспірантуру Московського вищого художньо-промислового училища (1992).

## Творчий шлях
З 1992 року працює у Львівській національній академії мистецтв, декан Факультету історії та теорії мистецтва у 1997—2021 роках. З 2021 року професор Кафедри історії та теорії мистецтва ЛНАМ. З 2021 року заступник голови Львівської обласної організації Національної спілки художників України та голова секції мистецтвознавства та менеджменту мистецтва. Керівник, автор сценаріїв і ведучий мистецької телепередачі «Мальовид» на Львівському державному телебаченні (1995—2000); професор (з 2006).

## Творчий доробок
Автор монографій:
- «Кераміка Галичини кінця XIX — початку XX ст. в контексті міжнародних зв'язків: Контакти і взаємовпливи» (1994, у співавторстві з Олесем Ногою).
- «На перехресті Європи і віку. Іван Мозалевський» (1996, у співавторстві з Дмитром Бойцовим).
- «Словник митців-педагогів України та з України у світі (1850—1950)» (2002).
- «Мистецька освіта в Україні середини XIX — середини XX ст.: структурування, методологія, художні позиції» (зайняла 2 місце в номінації «Найкраща публікація з окремими сюжетами на теми керамології, гончарства, кераміки» II Національного конкурсу публікацій на теми керамології, гончарства, кераміки в Україні «КеГоКе-2008» (за публікаціями 2005 року).
- «Енциклопедія художньої культури» (2013).
- «Енциклопедія художнього металу» у 2-х томах (2014).
- «Нариси з історії українського дизайну XX ст.» (у співавторстві, 2012).
- Електронна монографія : "Мистецька освіта і мистецтвознавство в Україні середини XIX - середини XX ст.: структурування, методологія, художні позиції". Львів: ЛНАМ, 2022. 548 с.: 743 іл.   ISBN:   9789668734496. https://manusbook.com/9096_Shmagalo_Art_Education/10/index.html

Автор 4 навчально-методичних посібників та понад 110 публікацій з проблем кераміки й художньо-промислової освіти в періодичних виданнях і збірниках України та зарубіжжя.
Член Наглядової ради Українського керамічного товариства (з 2000); член правління Спілки критиків та істориків мистецтва (з 2000), голова і член журі всеукраїнських і національних симпозіумів гончарства в Опішному (1999, 2001), у Слов'янську (2001); II Міжнародного молодіжного гончарського фестивалю (2008); учасник міжнародних симпозіумів і конференцій з мистецтва «Hefaiston» (Чехія, 1996), «Ferraculum» (Австрія, 2000, 2002); член редколегій «Українського керамологічного журналу» (2001—2005) та національного наукового щорічника «Українська керамологія» (2001—2002); член Національної спілки художників України (з 1995), член Українського керамічного товариства (з 2000); стипендіат мистецтвознавчої фундації «Getty» (Каліфорнія, США, 1996).

## Нагороди
- Відзнака Міністерства освіти і науки України «За наукові досягнення» (2007). Обласна премія в галузі культури, номінація «Культурологія, мистецтвознавство, музейна справа» імені Святослава Гординського (2014). Орден Франца Бірбаума Міжнародного фонду Карла Фаберже (2012). Заслужений діяч мистецтв України (2017). Грамота, цінний подарунок Львівської обласної ради за науково-педагогічну діяльність (2025). Медаль «Лауреат премії імені Тетяни Яблонської» № 002, НСХУ (2025). Золота медаль Національної академії мистецтв України рішенням Президії НАМУ № 4/22-09 від 27.03. 2025.